# 香取神社 (春日部市大場)
香取神社（かとりじんじゃ）は、埼玉県春日部市の神社。

## 歴史
創建年代は不明である。ただ江戸時代後期の地誌『新編武蔵風土記稿』に「文安三年（1446年）の勧請とのみ伝ふ」と記載されていることから、その頃に創建されたものと推測される。ただし、それを裏付ける他の記録や伝承は伝わっていない。
1873年（明治6年）、近代社格制度に基づく「村社」に列せられ、1910年（明治43年）の神社合祀により、周辺の2社が合祀された。1923年（大正12年）の関東大震災では社殿が倒壊する被害を受けたが、まもなく再建され、現在に至っている。

## 交通アクセス
- 武里駅より徒歩12分。